# Drumstein

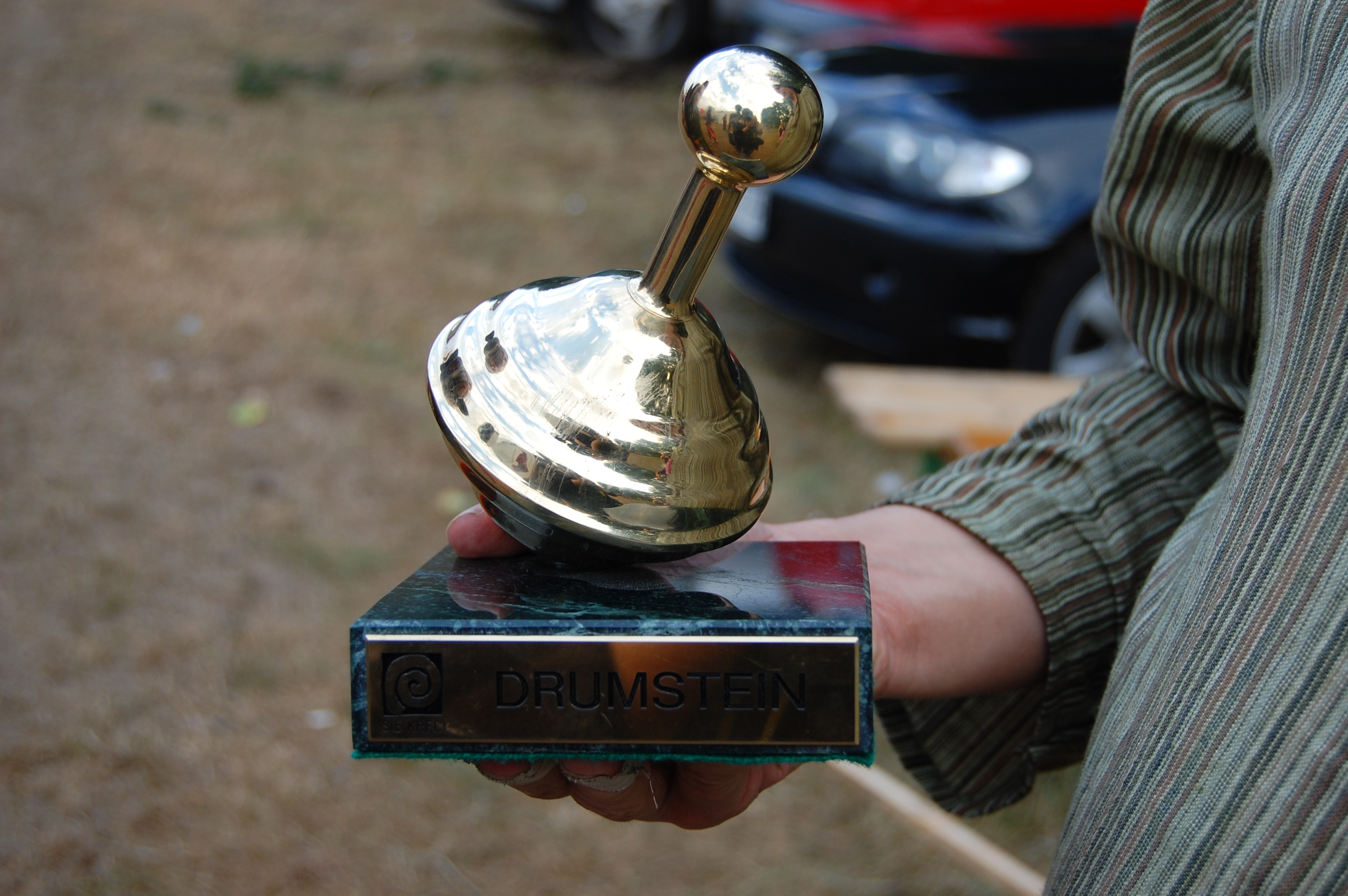
Kostrzyn 2008 – Złoty Bączek sceny folkowej przyznany zespołowi Drumstein

Drumstein – założony w 2006 roku w Poznaniu polski zespół muzyczny wykonujący muzykę z pogranicza rocka, folku, reggae, ska i rocka psychodelicznego. Charakterystyczną cechą zespołu jest bogate instrumentarium oparte na dużej ilości instrumentów perkusyjnych.
Począwszy od dnia założenia zespół intensywnie koncertuje w całej Polsce. Kapela wystąpiła na wielu festiwalach, m.in. na Folkovej Fieście w Ząbkowicach Śląskich czy na Digde-Village w niemieckim Krumke. W 2007, na zaproszenie grupy Carrantuohill, zespół wystąpił na małej scenie folkowej podczas XIII Przystanku Woodstock. Występ spotkał się z niezwykle ciepłym przyjęciem zgromadzonych na imprezie fanów: w głosowaniu na Złotego Bączka, nagrodę za najlepszy występ podczas festiwalu, zespół zajął nieoczekiwanie drugie miejsce, przegrywając tylko z zespołem Acid Drinkers. Organizatorzy festiwalu w ostatniej chwili, na kilka tygodni przed rozpoczęciem XIV Przystanku Woodstock, postanowili uhonorować ten wynik, przyznając zespołowi specjalnego Złotego Bączka (tzw. Złotego Bączka sceny folkowej).
W 2006 nagrany przez Drumstein utwór Czekolada został umieszczony na składance The best of Polish Etno & Smooth Jazz.

## Skład
- Krzysztof „Cristina” Świerzowicz – gitara, wokal
- Piotr „Bongos” Staniszewski – perkusja, djembe
- Świnia Wrzos – gitara basowa
- Michał Matela – instrumenty klawiszowe
- Mateusz „Matti” Walczak – djembe
- Kuba „Anteq” Antkowiak – melodyka, flet, didgeridoo
- Tomasz „Kurczak” Kurowski – gitara
- Łukasz „Laki” Duleba – didgeridoo, instr. perkusyjne;
- Krzysztof Kalinowski – kongi
- Anna Kasperska – djembe, wokal
- Beata Cała – djembe, instrumenty perkusyjne, „taniec z ogniami”
- Piotr Cała – didgeridoo, djembe, instrumenty perkusyjne
- Przemek „Dzik” Andrzejewski – gitara

## Dyskografia
- Drumstein (2009)[2]
- Lions And Peacocks (2009; Vintage Records)[3]